# Formule d'Auslander-Buchsbaum
Ne doit pas être confondu avec Théorème d'Auslander-Buchsbaum.
La formule d'Auslander-Buchsbaum est une formule d'algèbre commutative énoncée par Auslander et Buchsbaum en 1957.

## Énoncé
La formule d'Auslander-Buchsbaum dit que si R est un anneau noethérien local
commutatif et M est un R-module de finiment engendré non nul de dimension projective finie, alors :
pd{\displaystyle _{R}(M)+} depth{\displaystyle (M)=} depth{\displaystyle (R)}.
Ici, « pd » représente la dimension projective d'un module et « depth » la profondeur d'un module.

## Applications
La formule d'Auslander-Buchsbaum implique qu'un anneau local noethérien est régulier si et seulement s'il a une dimension globale finie. Cela implique à son tour que la localisation d'un anneau local régulier est régulière.
Si A est une R-algèbre locale de type fini (sur un anneau local régulier R), alors la formule d'Auslander-Buchsbaum implique que A est Cohen-Macaulay si, et seulement si, pd{\displaystyle _{R}(A)=} codim{\displaystyle _{R}(A)}.